# Кузьминовка (Пензенская область)
Кузьминовка — деревня в Белинском районе Пензенской области России. Входит в состав Камынинского сельсовета.

## География
Расположена в 4 км к востоку от села Камынино, на левом берегу р. Большой Чембар.

## Население
| 2010 |
| ---- |
| 3    |

## История
Основано в 1-й половине XVIII века. В 1777 г. построена деревянная Рождественская церковь. В составе Тарховской волости Чембарского уезда. Бригада колхоза имени Калинина.